# A Quiet Passion
A Quiet Passion è un film del 2016 scritto e diretto da Terence Davies.
È un film biografico basato sulla vita della poetessa statunitense Emily Dickinson, interpretata da Cynthia Nixon. Durante tutto il film, l'attrice recita poesie e stralci delle molte lettere che la Dickinson scriveva.

## Trama
Emily Dickinson frequenta le scuole superiori al College di Mount Holyoke. Si ribella all'evangelizzazione forzata che viene imposta all'interno dell'istituto e scrive alla famiglia dichiarandosi malata e per questo il padre, il fratello Austin, e la sorella Vinnie la vanno a prendere. Trascorrono un periodo con la zia Elizabeth, discutendo in modo ironico con lei, poi tornano a casa. Emily chiede e ottiene dal padre il permesso di scrivere, durante la notte, lettere e poesie. Gli chiede inoltre di contattare un suo amico, il Dottor Holland, direttore dello Springfield Repubblican, un giornale che pubblica poesie. Il giornale accetta di pubblicare le poesie, seppur con qualche cambiamento. La zia Elizabeth va a trovare la famiglia, e chiede l'opinione di Emily sulle sue poesie. Emily e la sua famiglia si prendono gioco della zia, bigotta e chiusa di mente, pur senza risultare scortesi.
Anni dopo, Miss Vryling Buffam va a fare visita a Emily e Vinnie, dimostrando arguzia, ribellione alle convenzioni dell'epoca e un modo di conversare che strega le Dickinson. Emily continua la sua ribellione personale verso i riti cristiani, incontrando la resistenza del padre. A casa arriva la notizia che Austin sta per sposarsi. Emily e Vinnie sembrano entusiaste e decidono di accogliere la futura cognata nella famiglia per farla sentire a casa. La madre di Emily soffre di depressione e non esce quasi mai dalla sua camera, ma scende a salutare Austin, tornato a casa con la moglie.
Parlando con Miss Buffam, Emily rivela che non pensa di sposarsi, perché tutto ciò che vuole è la sua famiglia. Emily inizia ad avere problemi di salute: mani e piedi gonfi, forti dolori. Nel frattempo nasce il figlio di Austin, Edward, e scoppia la Guerra di Secessione Americana. Austin vorrebbe partire per la guerra ma il padre glielo impedisce.
L'ammirazione di Emily per il pastore della sua parrocchia, il Reverendo Wadsworth, sembra essere quasi indecorosa in quanto l'uomo è già sposato, sebbene la donna sia insignificante. Emily mostra al Reverendo alcune poesie e ne riceve molti complimenti. Misses Buffam le annuncia che si sposerà e Emily ne rimane scioccata. La depressione della madre intanto peggiora.
Emily inizia a dare segni di vera repulsione per il mondo, e per se stessa, dopo che sia l'amica Mrs Buffam che il Reverendo Wadsworth se ne vanno, e litiga con Vinnie. Il signor Dickinson muore, con grande disperazione della famiglia e in particolare di Emily, la cui salute peggiora. Smette di mangiare, e invece di portare il nero del lutto inizia a vestire solamente di bianco, suscitando la preoccupazione della sorella. Si rifiuta di scendere al piano infereriore anche quando ha delle visite; si limita a conversare con loro dalle scale, rivelandosi spesso scortese.
Emily ha violenti attacchi di convulsioni e fatica a respirare, il medico le diagnostica un disturbo ai reni. Poco dopo, la madre ha un ictus e, dopo ore di sofferenza, muore. Austin ha una storia con un'affascinante donna, anch'essa sposata, ed Emily lo accusa di stare ferendo la moglie, diventata nel frattempo amica di Emily.
Gli attacchi di convulsioni di Emily diventano sempre più lunghi e violenti. I fratelli rimangono al suo capezzale, tentando di darle conforto, ma lei lentamente, muore.

## Distribuzione
Presentato in anteprima mondiale al Festival di Berlino 2016 e italiana al 34° Torino Film Festival (sezione Festa Mobile), il film è stato distribuito nelle sale cinematografiche inglesi il 7 aprile 2017 e in quelle italiane il 14 giugno 2018.

## Accoglienza
Negli Stati Uniti il film ha incassato 1.8 milioni di dollari.